# Concistori dell'antipapa Felice V

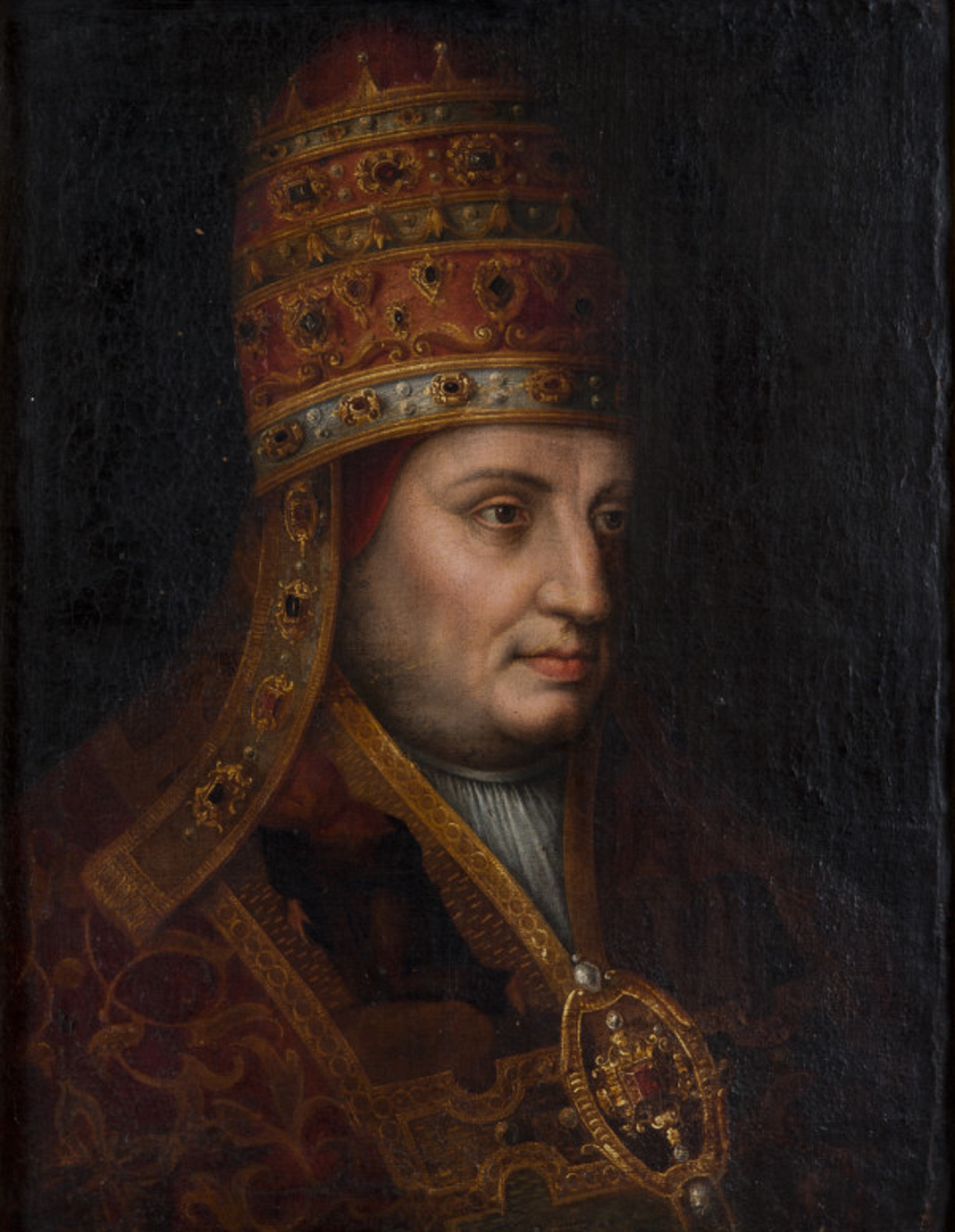
Antipapa Felice V

Questa voce raccoglie l'elenco completo dei concistori per la creazione di nuovi (pseudo) cardinali presieduti dall'antipapa Felice V, con l'indicazione di tutti gli (pseudo) cardinali creati. In cinque concistori, Felice V ha creato 25 (pseudo) cardinali, provenienti da 8 nazioni: 11 francesi, 4 spagnoli, 3 italiani, 2 tedeschi, 2 polacchi, 1 croato,1 portoghese ed 1 cipriota.

## 12 aprile 1440 (I)
Il 12 aprile 1440, nel suo primo concistoro, l'antipapa Felice V creò 4 nuovi (pseudo) cardinali. I quattro nuovi (pseudo) porporati furono:
- Louis de La Palud, O.S.B.Clun., vescovo emerito di Losanna, creato (pseudo) cardinale presbitero di Santa Cecilia; confermato cardinale il 19 dicembre 1449 da papa Niccolò V; deceduto il 21 settembre 1451;
- Bartolomeo Visconti, vescovo di Novara, creato (pseudo) cardinale presbitero (titolo ignoto); in seguito, abbandonò l'antipapa Felice V e venne perdonato da papa Eugenio IV; deceduto il 28 aprile 1457;
- Walram von Moers, canonico del capitolo di Treviri ed antivescovo (sostenuto dall'imperatore Sigismondo di Lussemburgo) di Utrecht, creato (pseudo) cardinale presbitero ma rifiutò la promozione; deceduto il 3 ottobre 1456;
- Alfonso Carrillo de Acuña, amministratore apostolico di Sigüenza, creato (pseudo) cardinale diacono di Sant'Eustachio, ma non accettò la promozione; deceduto 1º luglio 1482.

In questo concistoro, Felice V creò (pseudo) cardinale Zbigniew Oleśnicki, vescovo di Cracovia, tuttavia in una cortese lettera, datata 4 ottobre 1441, il vescovo ringraziò l'antipapa per la nomina ma rifiutò perché era già stato creato cardinale da papa Eugenio IV il 18 dicembre 1439.

## 2 ottobre 1440 (II)
Il 2 ottobre 1440, nel suo secondo concistoro, l'antipapa Felice V creò 8 nuovi (pseudo) cardinali. Gli otto nuovi (pseudo) porporati furono:
- Alessandro di Masovia, principe-vescovo di Trento ed antipatriarca eletto di Aquileia, creato (pseudo) cardinale presbitero di San Lorenzo in Damaso; deceduto il 2 giugno 1444;
- Otón de Montcada y de Luna, vescovo di Tortosa, creato (pseudo) cardinale presbitero di Santa Pudenziana; il 13 aprile 1445 rassegnò le dimissioni da cardinale dinnanzi a papa Eugenio IV; deceduto il 20 febbraio 1473.
- Jordi d'Ornós, vescovo di Vic, creato (pseudo) cardinale presbitero di Sant'Anastasia; si riconciliò con papa Niccolò V, che lo nominò vescovo di Carpentras il 21 luglio 1449; deceduto nel novembre 1452;
- François de Meez, O.S.B.Clun., vescovo di Ginevra, creato (pseudo) cardinale presbitero di San Marcello; deceduto il 7 marzo 1444;
- Bernard de la Planche, O.S.B.Clun., vescovo di Dax, creato (pseudo) cardinale presbitero dei Santi Nereo e Achilleo; deceduto nel 1448;
- Giovanni di Ragusa, O.P., antivescovo di Argeș[1], creato (pseudo) cardinale presbitero di San Sisto; deceduto il 20 ottobre 1443;
- Johannes Grünwalder, vicario generale di Frisinga, creato (pseudo) cardinale presbitero dei Santi Silvestro e Martino ai Monti; deceduto il 2 dicembre 1452;
- Juan de Segovia, arcidiacono di Villaviciosa, creato (pseudo) cardinale presbitero di Santa Maria in Trastevere; nel 1444 fece atto di sottomissione a papa Niccolò V, che poi lo nominò vescovo di Saint-Paul-Trois-Châteaux il 21 luglio 1449; deceduto il 24 maggio 1458.

## 12 novembre 1440 (III)
Il 12 novembre 1440, nel suo terzo concistoro, l'antipapa Felice V creò 6 nuovi (pseudo) cardinali. I sei nuovi (pseudo) porporati furono:
- Amédée de Talaru, arcivescovo metropolita di Lione, creato (pseudo) cardinale presbitero (titolo ignoto), ma non è noto se abbia accettato la promozione; deceduto l'11 febbraio 1444;
- Denis du Moulin, patriarca titolare di Antiochia e vescovo di Parigi, creato (pseudo) cardinale presbitero (titolo ignoto), ma non è noto se abbia accettato la promozione; deceduto il 15 settembre 1447;
- Philippe de Coëtquis, arcivescovo metropolita di Tours, creato (pseudo) cardinale presbitero (titolo ignoto); deceduto il 12 luglio 1441;
- Niccolò Tedeschi, arcivescovo metropolita di Palermo, creato (pseudo) cardinale presbitero dei Santi XII Apostoli; deceduto il 24 febbraio 1445;
- Gérard Machet, vescovo di Castres, creato (pseudo) cardinale presbitero (titolo ignoto); deceduto il 14 luglio 1448;
- Jean de Malestroit, vescovo di Nantes, creato (pseudo) cardinale presbitero di Sant'Onofrio; deceduto il 14 settembre 1443.

## 6 aprile 1444 (IV)
Il 6 aprile 1444, nel suo quarto concistoro, l'antipapa Felice V creò 6 nuovi (pseudo) cardinali. I sei nuovi (pseudo) porporati furono:
- Jean d'Arces, arcivescovo metropolita di Tarantasia, creato (pseudo) cardinale presbitero dei Santi Nereo e Achilleo; confermato cardinale il 19 dicembre 1449 da papa Niccolò V; deceduto il 12 dicembre 1454;
- Luís Gonçalves do Amaral, vescovo emerito di Viseu, creato (pseudo) cardinale presbitero, ma la nomina non ebbe luogo poiché era già defunto; deceduto il 10 febbraio 1444;
- Wincenty Kot z Dębna, arcivescovo metropolita di Gniezno creato (pseudo) cardinale presbitero di San Crisogono; rassegnò le dimissioni il 2 ottobre 1447, chiedendo la conferma del titolo a papa Niccolò V, ma morì prima che la conferma fosse emessa; deceduto il 14 agosto 1448;
- Guillaume-Hugues d'Estaing, arcidiacono di Metz, creato (pseudo) cardinale presbitero di San Marcello; tuttavia non accettò la promozione ed aderì all'obbedienza romana, venendo creato cardinale da papa Niccolò V il 19 dicembre 1449; deceduto il 28 ottobre 1455;
- Bartolomeo Vitelleschi, vescovo emerito di Montefiascone e Corneto, creato (pseudo) cardinale presbitero di San Marco; rassegnò le dimissioni e venne assolto da papa Niccolò V, che lo reintegrò nella sua sede episcopale; deceduto il 13 dicembre 1463.
- Thomas de Courcelles, canonico del capitolo di Amiens, creato (pseudo) cardinale presbitero, ma non accettò la promozione; deceduto il 23 ottobre 1469.

## Prima di agosto 1447 (V)
Prima di agosto 1447, nel suo quinto ed ultimo concistoro, l'antipapa Felice V creò 1 solo nuovo (pseudo) cardinale:
- Lancelot de Lusignan, patriarca titolare di Gerusalemme, creato (pseudo) cardinale presbitero di San Lorenzo in Damaso; deceduto tra il 6 aprile ed agosto 1451.